# Floribundaria setschwanica
Floribundaria setschwanica är en bladmossart som beskrevs av Brotherus 1924. Floribundaria setschwanica ingår i släktet Floribundaria och familjen Meteoriaceae. Inga underarter finns listade i Catalogue of Life.